# 창어 4호

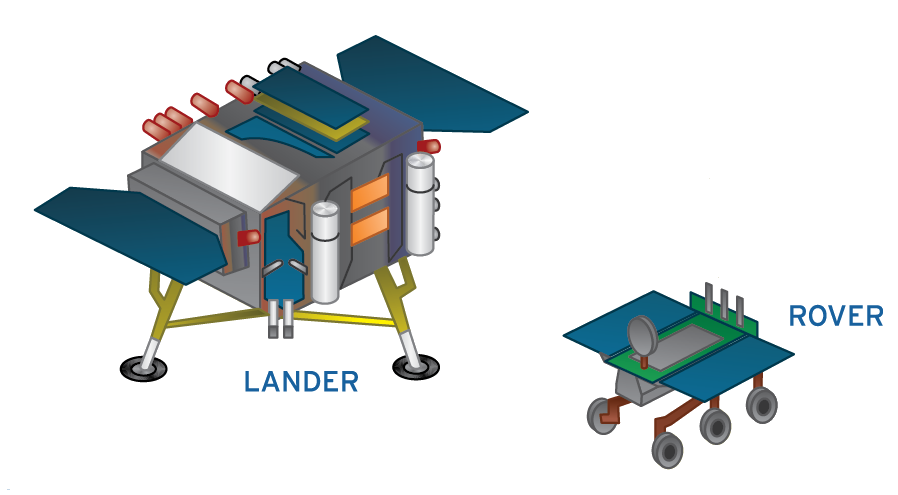
창어 4호

창어 4호(嫦娥四號)는 중국의 달 탐사선이다. 2019년 1월 3일 세계 최초로 달 뒷면에 착륙하였으며 여러 가지 실험을 진행한다.

## 역사
2007년에 창어 1호 2010년에 창어 2호 2013년에 창어 3호를 발사하였다. 창어 4호에는 창어 3호와 달리 네덜란드의 저무선주파수 탐지기, 독일의 달 표면 뉴트론 및 방사선량 탐지기, 스웨덴의 중성원자 탐지기, 사우디아라비아의 소형 광학 이미징 탐지기 등 4대 과학 탑재체를 탑재하였다. 창어 4호는 달 주위의 저주파수 전자기마당 환경에서 일어나는 배경 분포 변화 정보를 획득할 수 있고 달 표면 입자에 대한 실제 측정 데이터를 이용하여 정밀하게 달 토양, 암석의 수분 함량을 분석해 낼 수 있다. 또한, 이러한 장비를 이용하여 달 표면 에너지 중성원자와 양이온 등 국제 프런티어 달 과학 문제가 해결될 것으로 기대된다. 창어 4호는 2018년 6월에 발사할 예정이었으나 계획이 미뤄졌다. 하지만 2018년 12월 8일, 이번달에 발사를 하여 2019년 1월 중에 착륙을 한다는 일정이 새로 잡히게 되었다는 기사가 나오며 관심을 끌었다.
2018년 12월 7일, 무게 1.32톤의 창어 4호를 탑재한 창정 3B 로켓이 시창 위성발사센터에서 발사되었다.
2019년 1월 3일 오전 11시 26분(한국 시간), 남극 에이트켄 분지의 본 카르만 크레이터에 착륙했다. 이는 세계 최초의 달뒷면 착륙이다.

## 식물 재배
창어 4호에 탑재된 달 탐사로봇(로버) 광밍(光明) 등을 이용해 달 토양에 중국 대학생들이 보낸 식물을 심는다. 달 토양 위에 온실을 만들어 적정 조건을 맞춘 뒤 감자, 애기장대 등이 중력이 거의 없는 달 환경에서 자랄 수 있는지 시험하는 것이다. 국제우주정거장(ISS)에서 식물을 키운 적은 있지만 달에서 식물을 키우는 건 세계 최초의 시도이다.

## 같이 보기
- 남극 에이트켄 분지